# Suzanne Sena
Suzanne Sena (nacida en 1963) es una personalidad de televisión, autora y actriz estadounidense. Es expresentadora de Fox News y fundadora de Sena-Series Media Training. También interpretó a Brooke Alvarez en la serie de televisión cómica Onion News Network. Es autora y oradora principal.

## Carrera
Nació en Dearborn, Michigan. Graduada de la escuela secundaria Edsel Ford, tiene una licenciatura en comunicaciones de la Universidad Estatal de Michigan. 
Comenzó su carrera televisiva nacional en E!. Mientras que en E! , fue presentadora suplente y corresponsal de E! News . Sena creó, presentó y supervisó la producción de la serie de telerrealidad sobre celebridades Out to Lunch y apareció regularmente en la alfombra roja, presentando cobertura en vivo de eventos, incluidos los premios Emmy y los premios de la Academia.
Fue considerada una de las favoritas en la búsqueda del reemplazo de Kathie Lee Gifford en Live with Regis, coanfitrión con Regis Philbin durante cuatro programas. Tanto el New York Post como Entertainment Weekly citaron a Sena como el probable ganador del puesto. 
De 2004 a 2006, trabajó en KTVT-TV (CBS11), con sede en Dallas.  De 2006 a 2008, trabajó como presentadora en Fox News Channel. Presentó las actualizaciones de noticias en horario estelar de la cadena y manejó las noticias de última hora durante la noche. Mientras estuvo en Fox News, Sena hizo apariciones en Red Eye con Greg Gutfeld y Fox and Friends, reemplazando como presentadora de noticias.
Entre 2010 y 2011, interpretó a Brooke Alvarez en la serie IFC Onion News Network, una sátira del periodismo televisivo.  Al mismo tiempo, también presentó el reality show de estilo de vida en línea The Invested Life.
En 2014, apareció en varias series de televisión por episodios populares, incluidas Castle, How to Get Away with Murder, Sullivan &amp; Son y el piloto de Amazon Down Dog. Produjo y coprotagonizó la película de terror cómica Killer Party (2014) y protagonizó una película independiente.